# أغافاوات
الأغافاوات (الاسم العلمي: Agavoideae) هي أسرة من النباتات تتبع فصيلة الهليونية من الرتبة الهليونيات.

## قبائل
- الأغافاوية
- اليوكاوية